# Guy Gnabouyou
Guy Kassa Gnabouyou (født 1. december 1989 i Marseille, Frankrig) er en fransk-ivoriansk professionel fodboldspiller. Han har blandt andet spillet for Olympique Marseille og Torquay United.
Han fik debut i Ligue 1 i 2007/08-sæsonen mod Le Mans UC72.